# Футболіст року в Литві
Футболіст року в Литві — щорічна нагорода, що присуджується з 1965 року кращому литовському футболістові за підсумками року.

## Переможці
В дужках вказано вкотре переміг футболіст.
| Рік  | Футболіст                   | Клуб                |
| ---- | --------------------------- | ------------------- |
| 2022 | Едвінас Гертмонас           | Жальгіріс           |
| 2021 | Арвідас Новиковас (3)       | Ерзурумспор         |
| 2020 | Арвідас Новиковас (2)       | Ерзурумспор         |
| 2019 | Ернестас Шеткус             | Хапоель (Беер-Шева) |
| 2018 | Арвідас Новиковас           | Ягеллонія           |
| 2017 | Федір Черних (2)            | Ягеллонія           |
| 2016 | Федір Черних                | Ягеллонія           |
| 2015 | Лукас Спальвіс              | Ольборг             |
| 2014 | Гедрюс Арлаускіс            | Стяуа               |
| 2013 | Міндаугас Калонас           | Баку                |
| 2012 | Жидрунас Карчемарскас (2)   | Газіантепспор       |
| 2011 | Жидрунас Карчемарскас       | Газіантепспор       |
| 2010 | Дарвідас Шярнас             | Видзев              |
| 2009 | Марюс Станкевічюс (2)       | Сампдорія           |
| 2008 | Марюс Станкевічюс           | Сампдорія           |
| 2007 | Томас Данілявічюс (2)       | Болонья             |
| 2006 | Томас Данілявічюс           | Ліворно             |
| 2005 | Дейвідас Шемберас           | ЦСКА                |
| 2004 | Едгарас Янкаускас (5)       | Ніцца               |
| 2003 | Робертас Пошкус             | Крила Рад           |
| 2002 | Раймондас Жутаутас          | Маккабі (Хайфа)     |
| 2001 | Едгарас Янкаускас (4)       | Реал Сосьєдад       |
| 2000 | Едгарас Янкаускас (3)       | Реал Сосьєдад       |
| 1999 | Саулюс Микалаюнас           | Уралан              |
| 1998 | Едгарас Янкаускас (2)       | Брюгге              |
| 1997 | Едгарас Янкаускас           | Брюгге              |
| 1996 | Гінтарас Стауче (2)         | Сариєр              |
| 1995 | Гінтарас Стауче             | Каршияка            |
| 1994 | Вальдас Іванкаускас (4)     | Гамбург             |
| 1993 | Вальдас Іванкаускас (3)     | Гамбург             |
| 1992 | Вальдемарас Мартінкенас (2) | Динамо (Київ)       |
| 1991 | Вальдас Іванкаускас (2)     | Аустрія             |
| 1990 | Вальдас Іванкаускас         | Аустрія             |
| 1989 | Вальдемарас Мартінкенас     | Жальгіріс           |
| 1988 | Армінас Нарбековас (4)      | Жальгіріс           |
| 1987 | Армінас Нарбековас (3)      | Жальгіріс           |
| 1986 | Армінас Нарбековас (2)      | Жальгіріс           |
| 1985 | Армінас Нарбековас          | Жальгіріс           |
| 1984 | Стасіс Данісявічюс (2)      | Жальгіріс           |
| 1983 | Вальдас Каспаравічюс        | Жальгіріс           |
| 1982 | Сігітас Якубаускас          | Жальгіріс           |
| 1981 | Витаутас Дирмейкис (2)      | Жальгіріс           |
| 1980 | Юзеф Юргелевич (2)          | Жальгіріс           |
| 1979 | Стасіс Данісявічюс          | Жальгіріс           |
| 1978 | Евгений Рябов (3)           | Жальгіріс           |
| 1977 | Евгений Рябов (2)           | Жальгіріс           |
| 1976 | Евгений Рябов               | Жальгіріс           |
| 1975 | Витаутас Дирмейкис          | Жальгіріс           |
| 1974 | Альгирдас Жилинскас         | Жальгіріс           |
| 1973 | Петрас Глоденис (2)         | Жальгіріс           |
| 1972 | Беньямінас Зелькявічюс (2)  | Жальгіріс           |
| 1971 | Беньямінас Зелькявічюс      | Жальгіріс           |
| 1970 | Ромуальдас Юшка             | Жальгіріс           |
| 1969 | Юзеф Юргелевич              | Жальгіріс           |
| 1968 | Станисловас Рамялис (2)     | Жальгіріс           |
| 1967 | Станисловас Рамялис         | Жальгіріс           |
| 1966 | Гинтаутас Калединскас       | Жальгіріс           |
| 1965 | Петрас Глоденис             | Жальгіріс           |